# 贝娅塔·米科瓦伊奇克
贝娅塔·米科瓦伊奇克（波蘭語：Beata Mikołajczyk，1985年10月15日—），波兰女子皮划艇运动员。她曾代表波兰参加2008年、2012年和2016年夏季奥林匹克运动会皮划艇比赛，获得一枚银牌和二枚铜牌。